# 奥雷利亚诺·德·贝鲁埃特
奥雷利亚诺·德·贝鲁埃特（西班牙語：Aureliano de Beruete，1845年9月27日—1912年1月5日）是19世纪后期西班牙风景画家。

## 生平
出生在马德里的一个政治世家。1867年获得了马德里中央大学法学学位，步入政界。1871年至1872年在西班牙議會眾議院担任议员。
相比于政治，他更爱好美术。后来进入皇家聖費爾南多美術學院，跟随卡洛斯·德·阿埃斯学习绘画。他的第一批作品包括对小说家贝尼托·佩雷斯·加尔多斯虚构村镇“奥尔瓦霍萨”（Orbajosa）的描绘。他把画作为礼物送给了佩雷斯·加尔多斯，这幅画现如今仍保存在故居拉斯帕尔马斯。曾去过巴黎，遇到了画家马丁·里科，并对外光主义有了深入认识，后来也深受巴黎巴比松派和印象派运动的影响。
晚年时间，他对画家和画作写了不少评论文章，1898年出版对画家委拉斯開茲的专著。1990年获天主教伊莎贝拉大十字勋章。1912年1月5日在马德里去世。他与华金·索罗拉有深厚的交情。在他去世后，索罗拉在家中举办了贝鲁埃特专题画展，这些画如今保存在马德里索罗拉博物馆中。
他于1873年结婚。儿子奥雷利亚诺·德·贝鲁埃特·莫雷特后来成为了藝術歷史家和评论家，1918年至1922年任普拉多博物馆馆长。

## 画集

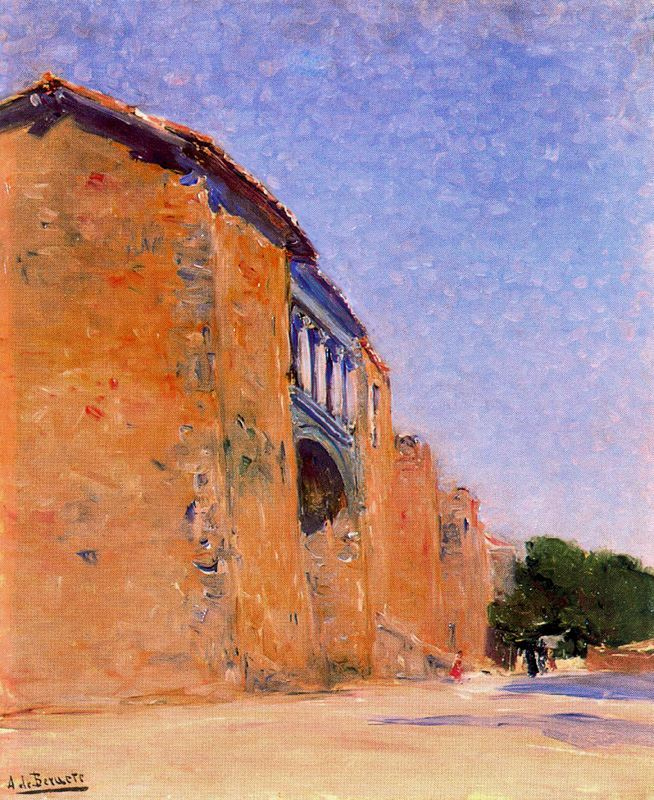
阿维拉城墙
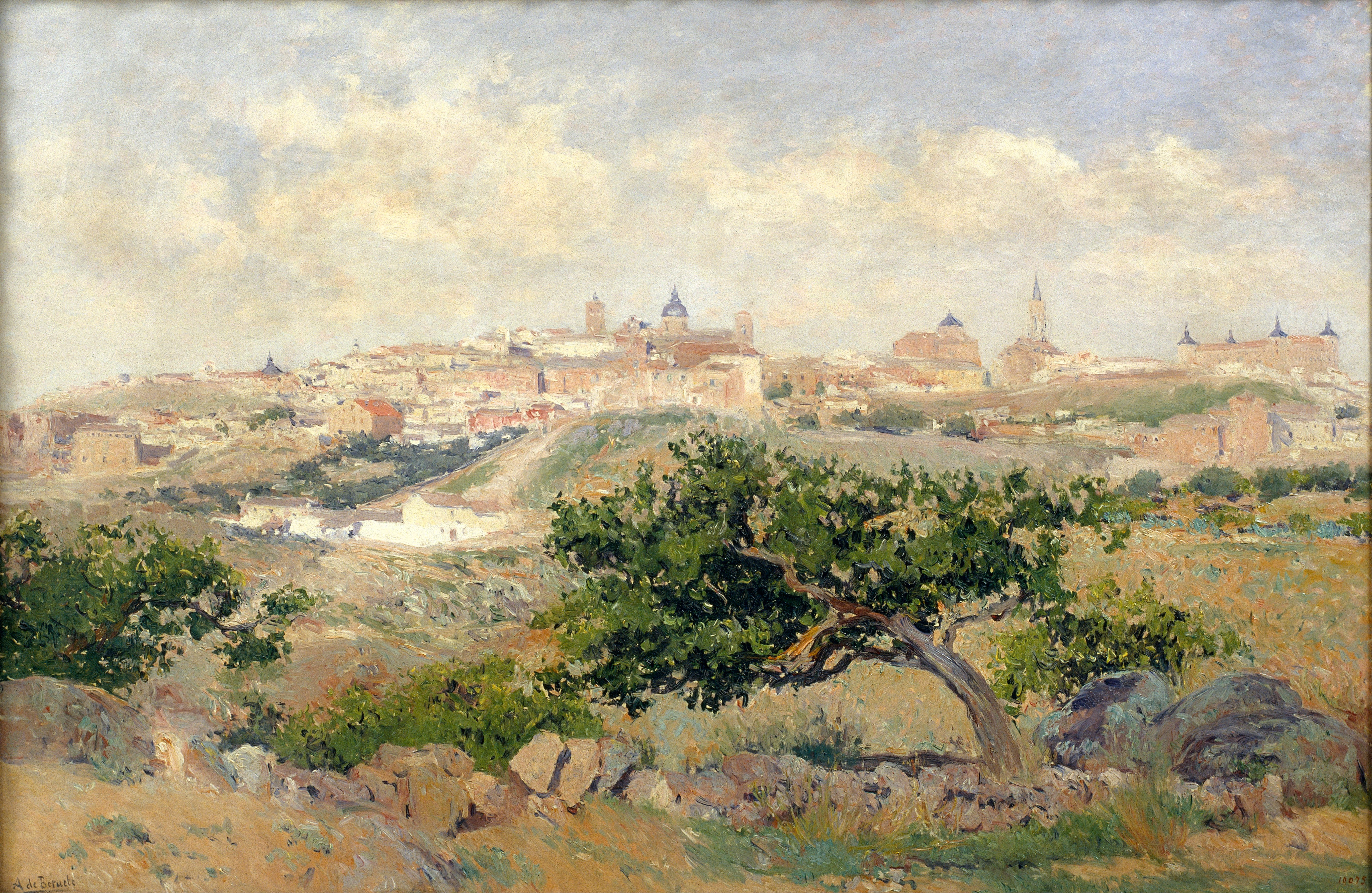
远望托莱多
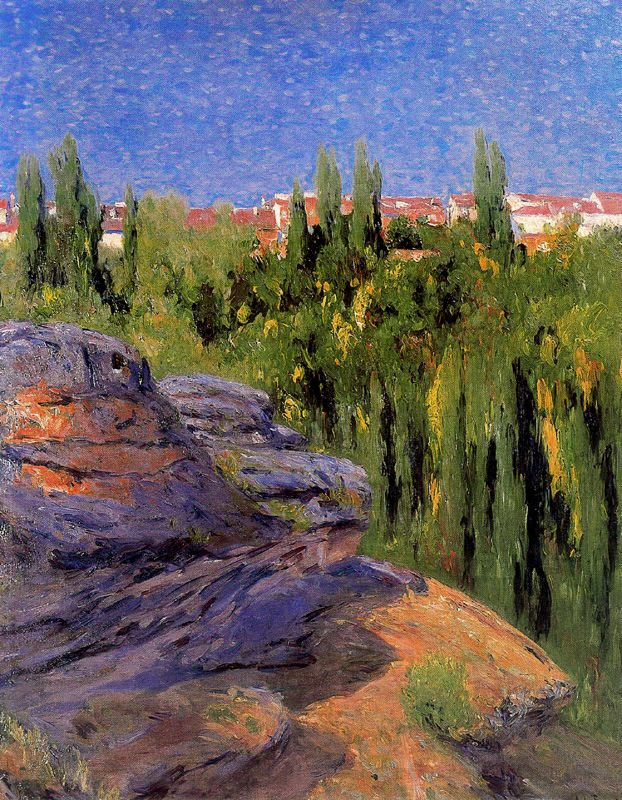
胡卡爾河畔远望昆卡
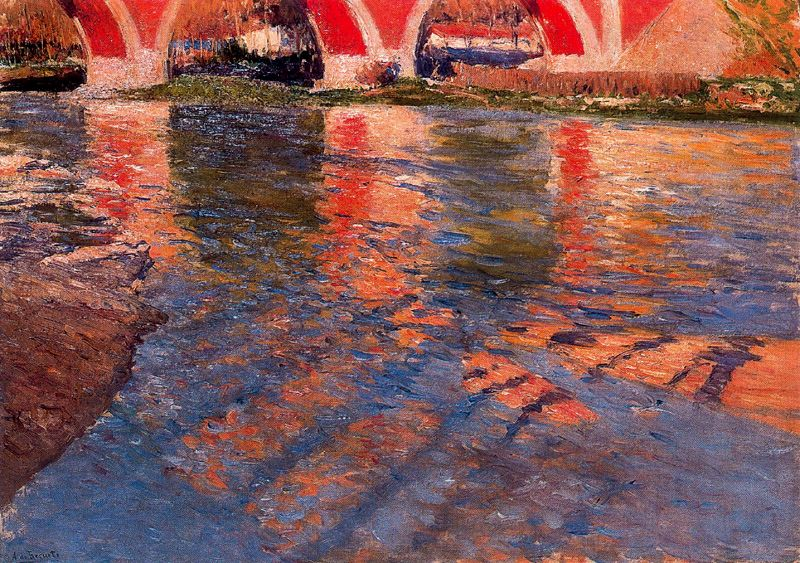
洛斯弗兰塞塞斯桥（英语：Puente de los Franceses (Madrid)）下的曼薩納雷斯河
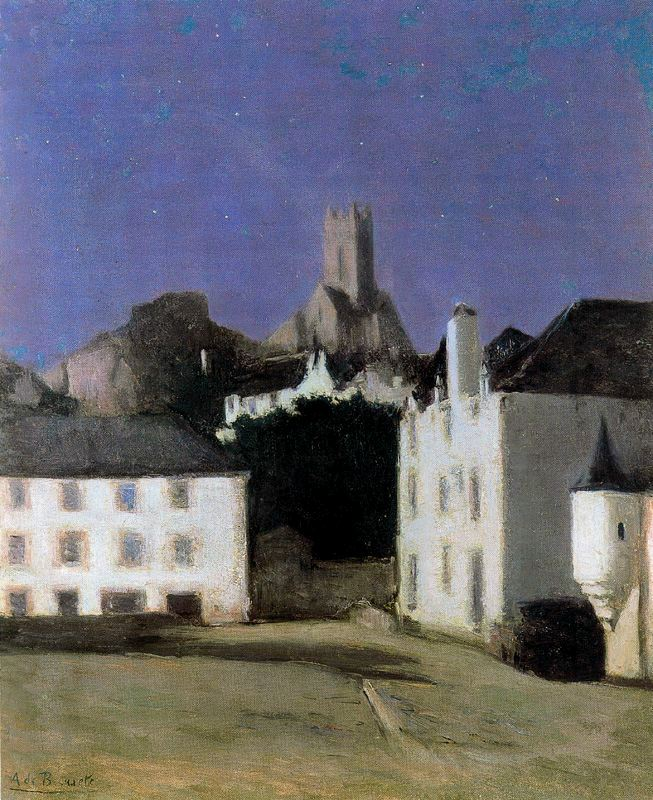
坎佩尔雷的夜晚